# Марі-Клер Ресту
Марі-Клер Ресту (фр. Marie-Claire Restoux; нар. 9 квітня 1968, Ла-Рошфуко, Франція) — французька дзюдоїстка, олімпійська чемпіонка 1996 року, дворазова чемпіонка світу, багаторазова призерка чемпіонатів світу та Європи.

## Виступи на Олімпіадах
| Олімпіада    | Дисципліна | Місце |
| ------------ | ---------- | ----- |
| Атланта 1996 | до 52 кг   | 1     |